# Pascal N'Koué
Pascal N'Koué, né le 29 mars 1959 à Boukombé au Bénin est un évêque catholique béninois, archevêque de Parakou depuis juin 2011.

## Biographie
Il est ordonné prêtre à Boukombé le 26 juillet 1986 par Monseigneur Nicolas Okioh.
Il entreprend de 1988 à 1990 une licence de théologie dogmatique à Rome, puis entre à l'Académie pontificale. Il y réussit en 1992 une licence en Droit canonique et en 1994 un doctorat en Théologie dogmatique. Il devient en 1994 secrétaire de la Nonciature apostolique au Panama.
Le pape Jean-Paul II le nomme évêque de Natitingou le 28 juin 1997. Il est consacré le 21 septembre 1997 par le cardinal Bernardin Gantin. Il est chargé du Clergé, des séminaires, de la vie consacrée et de la pastorale des familles au sein de la Conférence Épiscopale du Bénin.
Le 15 juin 2011, il est transféré au siège métropolitain de Parakou.

## Succession apostolique
Pascal N'Koué a ordonné les évêques suivants :
- Évêque Antoine Sabi Bio (2014)
- Évêque Bernard de Clairvaux Toha Wontacien, O.S.F.S. (2022)